# Истомино (Орловская область)
Исто́мино — деревня в Орловской области России. 
В рамках административно-территориального устройства входит в Пахомовский сельсовет Орловского района, в рамках организации местного самоуправления — в Орловский муниципальный округ.

## Население
| 2002 | 2010 |
| ---- | ---- |
| 582  | ↘547 |

Согласно результатам переписи 2002 года, в национальной структуре населения русские составляли 99 % от жителей.

## Экономика
Основное место работы жителей является ферма с одноимённым названием, которая входит в состав ОПХ «Стрелецкое».

## Образование
Дети учатся в МБОУ Стрелецкой средней общеобразовательной школе или Наугорской начальной школе (закрыта в 2011 году).

## История
С 2004 до 2021 гг. в рамках организации местного самоуправления деревня входила в Пахомовское сельское поселение, упразднённое вместе с преобразованием муниципального района со всеми другими поселениями путём их объединения в Орловский муниципальный округ.

## Примечание
1. 1 2  Всероссийская перепись населения 2010 года. 7. Численность населения городских округов, муниципальных районов, городских и сельских поселен
2. ↑  Закон Орловской области от 25 декабря 2013 года N 1578-ОЗ «Об административно-территориальном устройстве Орловской области». Дата обращения: 11 марта 2022. Архивировано 28 февраля 2022 года.
3. ↑  Данные Всероссийской переписи населения 2002 года: таблица № 02c. Численность населения и преобладающая национальность по каждому сельскому населённому пункту. — М.: Росстат, 2004.
4. ↑  Коряков, Юрий Борисович. Орловская область. База данных «Этно-языковой состав населённых пунктов России». Дата обращения: 11 марта 2022. Архивировано 11 мая 2021 года.
5. ↑  Закон Орловской области от 28 декабря 2004 года N 466-ОЗ «О статусе, границах и административных центрах муниципальных образований на территории Орловского района Орловской области». Дата обращения: 11 марта 2022. Архивировано 11 марта 2022 года.
6. ↑  Закон Орловской области от 04.05.2021 № 2596-ОЗ «О преобразовании муниципальных образований Орловской области, входящих в состав Орловского района Орловской области, путём их объединения во вновь образованное муниципальное образование Орловской области с наделением его статусом муниципального округа». Дата обращения: 11 марта 2022. Архивировано 11 мая 2021 года.